# 영원한 불꽃

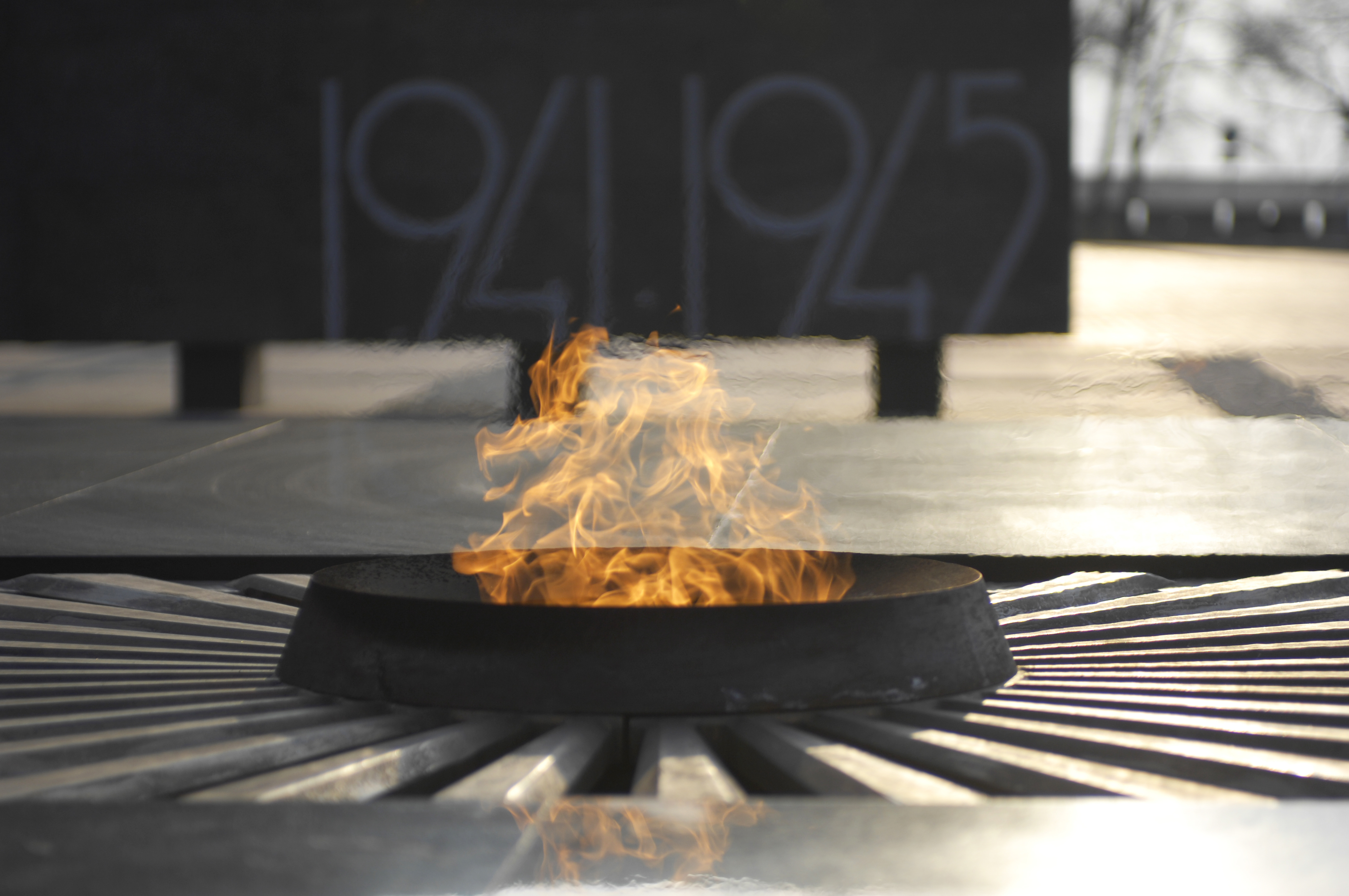
니즈니노브고로드 크렘린은 제2차 세계 대전 중 소실을 추모하는 영원한 불꽃이다.

영원한 불꽃(eternal flame)은 무기한으로 타는 불꽃, 램프 또는 횃불이다. 대부분의 영원한 불꽃은 의도적으로 점화되고 관리되지만 일부는 천연가스 누출, 토탄 화재 및 석탄층 화재로 인해 발생하는 자연 현상이다. 이러한 현상은 모두 초기에 번개, 압전 또는 인간 활동에 의해 점화될 수 있으며, 그 중 일부는 수백, 수천년의 시간 동안 연소되었다.
고대에는 나무나 올리브유를 사용하여 영원한 불을 피웠다. 현대의 사례에서는 일반적으로 프로페인 또는 천연 가스의 파이프 공급을 사용한다. 인간이 만든 영원한 불꽃은 국가적으로 중요한 사람이나 사건을 기념하는 경우가 가장 많고, 종교적 신념과 같은 지속적인 성격의 상징으로 사용되거나 외교와 같은 공동 목표에 대한 헌신을 상기시키는 역할을 한다.

## 같이 보기
- 불 숭배
- 올림픽 성화
- 영원한 스튜
- 천연 핵분열로